# 金魚のフン
『金魚のフン』（きんぎょのフン）は、ビッグコミックスペリオールで連載されていた、とみさわ千夏原作による夫婦間の入れ替わりを描いた漫画、およびこの漫画を原作としてテレビ朝日系列で1996年8月24日-9月28日にウイークエンドドラマ枠で放送されたテレビドラマ。なお、金魚のフンのもともとの意味は、「（金魚の糞は長く連なって離れないところから）長々と連なっていたり、付き従って離れないさま」を指す。

## 漫画
亀戸くんと銀子さんの二人は、付き合い始めてから今まで、プラトニックな関係を保ち続けてきた「清く正しく美しいカップル」だった。結婚を2日後に控えたある夜。披露宴の打ち合せをしていた二人はすっかり遅くなり、帰りの電車もなくなってしまった。「タクシーで帰るのはもったいないし、ホテルはスイートしか空いていない」という状況で、仕方なくラブホテルに泊まった二人。ここで、とうとうガマンしきれずに亀戸くんは、1年2か月の“禁”を破ってしまう。これまでずっと“アレ”をガマンしてきただけあって遂に結ばれた時は、まさに天にも昇る快感を味わう。そして、二人が目を覚してみると……二人の体はそのままに互いの意識が入れ替わってしまっていた！

## テレビドラマ

### キャスト
- 銀子:坂上香織
- 亀戸つるひこ:木村剛
- 広沢課長:長谷川初範
- 山田:伊達直斗
- 大島:津久井啓太
- 澄美:浜田まき
- 奈美子:中尾貴美子
- みどり:立原瞳
- タクシー運転手･金魚屋:小倉久寛
- 押し売り:大澄賢也
- ミチコ:山口リエ
- 銀子の父:倉田保昭
- ニセ警官:吹越満
- テレビショッピングパーソナリティ:ビシバシステム
- 田口トモロヲ
- 本田理沙
- モロ師岡

### スタッフ
- 原作：とみさわ千夏
- 監督：片岡K・毛利勇次
- 脚本：片岡K･高田恵美子・杉本恵美子
- プロデューサー：五十嵐文郎・新井英文・和田隆
- 製作：テレビ朝日・アミューズ

### 主題歌
- エンディング曲 「Feelin' Good 〜恋はパラダイス〜」 m.c.A・T
- 挿入曲 「なりきりボニー&クライド」 CASCADE